# Papyrus 93
Papyrus 93 (nach Gregory-Aland mit Sigel {\displaystyle {\mathfrak {P}}}93) ist eine frühe griechische Handschrift des Neuen Testaments. Mittels Paläographie wurde sie auf das 5. Jahrhundert datiert.
Das  Papyrusfragment enthält Teile aus dem Johannesevangelium 13,15-17.

## Text
Der griechische Text des Kodex repräsentiert den Alexandrinischen Texttyp.
Das Fragment wird zurzeit im Istituto Papirologico "Girolamo Vitelli" in Florenz mit der Signatur PSI Inv. 108 aufbewahrt.